# ASD 노체리나 1910
아소차치오네 스포르티바 딜레탄티스티카 노체리나 1910(Associazione Sportiva Dilettantistica Nocerina 1910)은 이탈리아 노체라인페리오레를 연고로 하는 축구 클럽이다. 이 클럽은 1910년에 창단되었으며 현재 세리에 D에서 활동하고 있다.

## 역대 감독
| 감독                     | 임기        |
| ------------------------ | ----------- |
| 루이지 델네리            | 1994 ~ 1996 |
| 피에트로 파올로 비르디스 | 2002        |